# Karl Molitor (Jurist)
Karl Molitor (* 22. Mai 1928 in Leipzig; † 19. Juli 2021 in Wiesbaden) war ein deutscher Jurist und einflussreicher Verbandspolitiker.

## Leben und Wirken
Karl Molitor nahm nach Kriegsdienst und Gefangenschaft das Studium der Rechtswissenschaft in Mainz auf, auf dessen Abschluss die Promotion (1950) und die Große juristische Staatsprüfung (1952) folgten.
Von 1952 bis 1995 war er für den zentralen Arbeitgeberverband der chemischen Industrie (ursprünglich: Arbeitsring Chemie, später: Bundesarbeitgeberverband Chemie e. V.) tätig; von 1960 bis zu seinem Ausscheiden war er deren Hauptgeschäftsführer und Vorstandsmitglied. Als Tarifpolitiker hat er viele wichtige Tarifverträge und bilaterale Abkommen mit der IG Chemie-Papier-Keramik (Vorläufer der IG Bergbau, Chemie, Energie) abgeschlossen. Molitor und Hermann Rappe, Erster Vorsitzender der IG Chemie-Papier-Keramik (1982–1995), gelten als die Architekten der „Chemie-Sozialpartnerschaft“, laut der Partnerorganisation, IG Bergbau, Chemie, Energie, ein „Modell mit Vorbild-Charakter“. Früher als andere tarifpolitische Akteure erkannten Molitor und Rappe, „dass selbst eine rational betriebene Tarifpolitik, weil sie immer auch (konfliktäre) Verteilungspolitik bleibt, der Einbettung in eine durch andere Politikbereiche stabilisierte Sozialpartnerschaft bedarf“.
1992 verlieh ihm die Juristische Fakultät der Georg-August-Universität Göttingen die Ehrendoktorwürde. Von 1996 bis 2001 war er Jury-Vorsitzender des BioRegio- und des Bioprofile-Wettbewerbs des Bundesforschungsministeriums.
Molitor erwarb 1965 das Haus Bredow am Wiesbadener Neroberg, in dem er bis zu seinem Tod lebte.

## Schriften
- Die Straftheorie der Spezialprävention. 1950 (zugleich Dissertation).